# Hildegard Burjan
Blahoslavená Hildegard Burjan, rozená Hildegard Lea Freund (30. leden 1883 Zhořelec – 11. červen 1933 Vídeň) byla rakouská sociální politička a zakladatelka společenství Caritas Socialis. V roce 2012 byla katolickou církví blahořečena.

## Život
Narodila se jako Hildegard Lea Freund v židovské liberální rodině ve Zhořelci. Byla dcerou obchodníka Abrahama Adolpha Freunda (1842-1905) a jeho manželky Berty, rozené Sochaczewské (1853-1917), měla starší sestru Alici Freund (1879–1963). Navštěvovala základní školu ve Zhořelci, od roku 1895 dívčí střední školu v Berlíně/Charlottenburgu a nakonec v roce 1903 maturovala na střední škole v Basileji. Pokračovala ve studiu na Curyšské univerzitě (Universität Zürich), kde se věnovala germanistice a filosofii. Během studií se seznámila s inženýrem Alexandrem Burjanem (1882-1973), který pocházel z Maďarska a v roce 1907 se za něj provdala. Studium absolvovala v roce 1908 s hodnocením magna cum laude a získala jako jedna z prvních žen titul Dr. phil. Poté pokračovala ve studiu v Berlíně, kde se věnovala sociálním vědám. Přestože složila všechny požadované zkoušky a odevzdala dizertační práci, studium formálně nedokončila.
V Berlíně ji postihla těžká ledvinová kolika a proto byla hospitalizována dne 9. října 1908 v nemocnici svaté Hedviky, kde o ni pečovaly sestry Kongregace sv. Karla Boromejského. Jejich obětavost na ni udělala veliký dojem. Léčba se ale nedařila a před Velikonocemi 1909 lékaři neviděli žádnou naději a podávali jí už pouze opium pro zmírnění bolesti. Na svátek vzkříšení Páně ale došlo k náhlému zlepšení jejího stavu a zanedlouho byla po sedmiměsíční hospitalizaci propuštěna. Pod vlivem této události konvertovala ke katolické víře. Svátost křtu přijala 11. srpna 1909 v kapli berlínské nemocnice sv. Josefa na Niederwallstraße.
Kvůli zaměstnání svého manžela se přestěhovala do Vídně. Alexander Burjan pracoval ve firmě Österreichischen Telephonfabriks AG, kde dosáhl funkce generálního ředitele. Manželé přijali rakouské občanství. Přes varování lékařů porodila dceru Elisabeth (1910–2006).
Od srpna 1910 se začala angažovat ve věci práv a potřeb sociálně slabých vrstev. Nejprve se zaměřila na boj proti dětské práci. Poté rozšířila svoji pozornost na ženská práva. V roce 1912 založila spolek Verein christlicher Heimarbeiterinnen (Svaz křesťanských pracovnic v domácnosti), který prosazoval například minimální mzdy, právní pomoc a finanční podporu v případě nemoci, nárok na pomoc v šestinedělí. Spolek měl 72 řádných a 50 podporujících členů. Během první světové války organizovala šicí dílny a výdej jídla pro nezaměstnané ženy a dívky. „Alžbětin stůl“ pro zbídačenou střední třídu. Také vyzývala ženy k bojkotu zboží, jehož výrobci vykořisťují ženské pracovnice.
V roce 1918 spoluorganizovala „První křesťanský dělnický kongres“. Ve svém vystoupení se věnovala tématům ochrany zaměstnanců, nerovného odměňování a volebního práva žen. Ve stejném roce se zasloužila o spojení různých ženské pracovních spolků do svazu Soziale Hilfe (Sociální pomoc).
Hildegard Burjan byla přesvědčena o tom, že „náležitý zájem o politiku patří k praktickému křesťanství“. Po skončení první světové války vstoupila do politiky. V listopadu 1918 byla vyslána jako zástupkyně Křesťansko-sociální strany do Prozatímní městské rady města Vídně, čímž se stala jednou z prvních ženských členek městské rady. Dále byla v letech 1919/1920 poslankyní křesťansko-sociální strany v Ústavodárném národním shromáždění (Konstituierende Nationalversammlung) jako zástupkyně dělnic a členka ženské komise na ministerstvu sociální péče.
Dne 4. října 1919 založila za pomoci spolkového kancléře Dr. Ignaze Seipela řeholní komunitu sester Caritas Socialis (CS). Sídlo a centrum sociální pomoci spolku se nacházelo v Domov katolických dělnic v 9. okrsku, Pramergasse 9. Svému účelu se spolek věnuje dodnes, např. provozuje domy s pečovatelskou službou a hospic a podílí se na vzdělávání sociálních peracovníků.
Úspěchy její práce vedly k tomu, že byla povolána do Berlína a Mnichova, aby zde pomohla se zakládáním podobných spolků.
Po smrti Ignaze Seipela v roce 1932 iniciovala Hildegarda Burjan sbírku na pamětní kostel, jehož stavba byla zahájena až po její smrti v roce 1933. Kostel Christkönigskirche ve vídeňském obvodu Rudolfsheim-Fünfhaus, postavený podle plánů Clemense Holzmeistera, byl vysvěcen 29. září 1934.

## Připomenutí
- V kostele Christkönigskirche se nachází pamětní deska připomínající zakladatelku „Caritas Socialis“ Hildegard Burjan,
- V roce 1984 bylo po ní pojmenováno náměstí před tímto kostelem,
- Její jméno nese obecní bytový komplex Hildegard-Burjan-Hof v rezidenční čtvrti Hietzing,
- Pamětní deska na domě Pramergasse 7, Vídeň,
- V roce 2017 jí byla na Vídeňské radnici odhalena pamětní deska.